# سوفیا بلک دلیا
سوفیا بلک دلیا (به انگلیسی: Sofia Black D'Elia) (زاده ۲۳ دسامبر ۱۹۹۱) بازیگر آمریکایی است. از بهترین نقش او می‌توان به پیام‌آوران (مجموعه تلویزیونی) اشاره کرد.

## زندگی
دلیا درکلیفتون، نیوجرسی زاده شد، مادرش در یک کارگاه چاپ کار می‌کند و پدرش وکیل است. پدر او از تبار ایتالیایی و مادرش یهودی است. او در سن ۵ سالگی رفتن به کلاس‌های بازیگری و رقص خود را در تئاتر برادوی آغاز کرد. هنگامی که هفده ساله بود، در اولین فرفره عمده خود را در اپرا صابون بازیگر بود. در سال ۲۰۱۱، او نقش تی مرولی نوجوانان بریتانیا در پوست (مجموعه تلویزیونی) بازی کرد. در پاییز ۲۰۱۲، دلیا در فصل ششم و نهاییاراجیف دختر در نقش سیج اسپنس به بازیگری پرداخت. در سال ۲۰۱۵ او در نقش اصلی یکی از بازیگران پیام‌آوران (مجموعه تلویزیونی) ایفای نقش کرد.

## فیلم شناسی
| سال  | فیلم          | نقش    | توضیحات    |
| ---- | ------------- | ------ | ---------- |
| ۲۰۱۳ | متولد جنگ     | مینا   |            |
| ۲۰۱۴ | عدالت کیفری   | آندریا |            |
| ۲۰۱۴ | پروژه سالنامه | جسی    |            |
| ۲۰۱۵ | بن هور        | تیرزا  | فیلمبرداری |

| سال       | فیلم                             | نقش                | توضیحات       |
| --------- | -------------------------------- | ------------------ | ------------- |
| ۲۰۰۹–۲۰۱۰ | همه بچه‌های من (مجموعه تلویزیونی) | مینا               | ۲۸ قسمت       |
| ۲۰۱۱      | پوست                             | تا مرولی           | ۳ قسمت        |
| ۲۰۱۱      | پوست                             | تی مرولی           | ۱۰ قسمت       |
| ۲۰۱۲      | اراجیف دختر                      | ناتاشا "سیج" اسپنس | ۹ قسمت        |
| ۲۰۱۳      | خیانت                            | ژول ویتمن          | ۴ قسمت        |
| ۲۰۱۵      | پیام‌آوران (مجموعه تلویزیونی)     | ارین کالدر         | بازیگران اصلی |
| ۲۰۱۷      | مایک (مجموعه تلویزیونی)          | سابرینا            | بازیگران اصلی |